# Nahalin

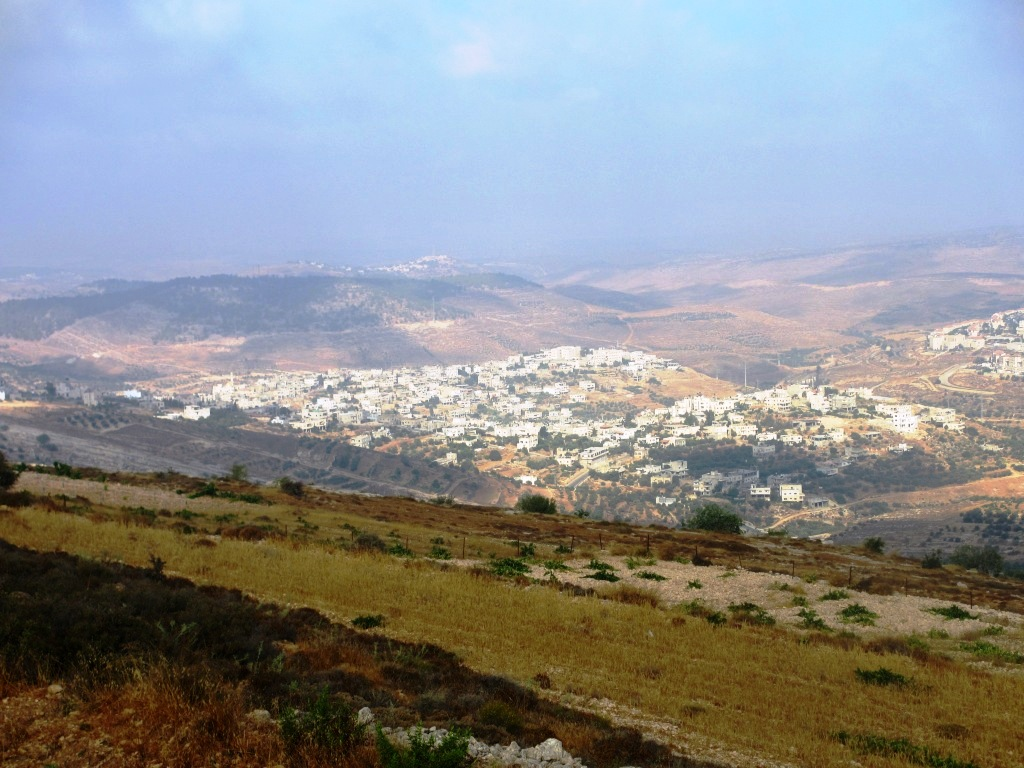
Nahalin (2012)

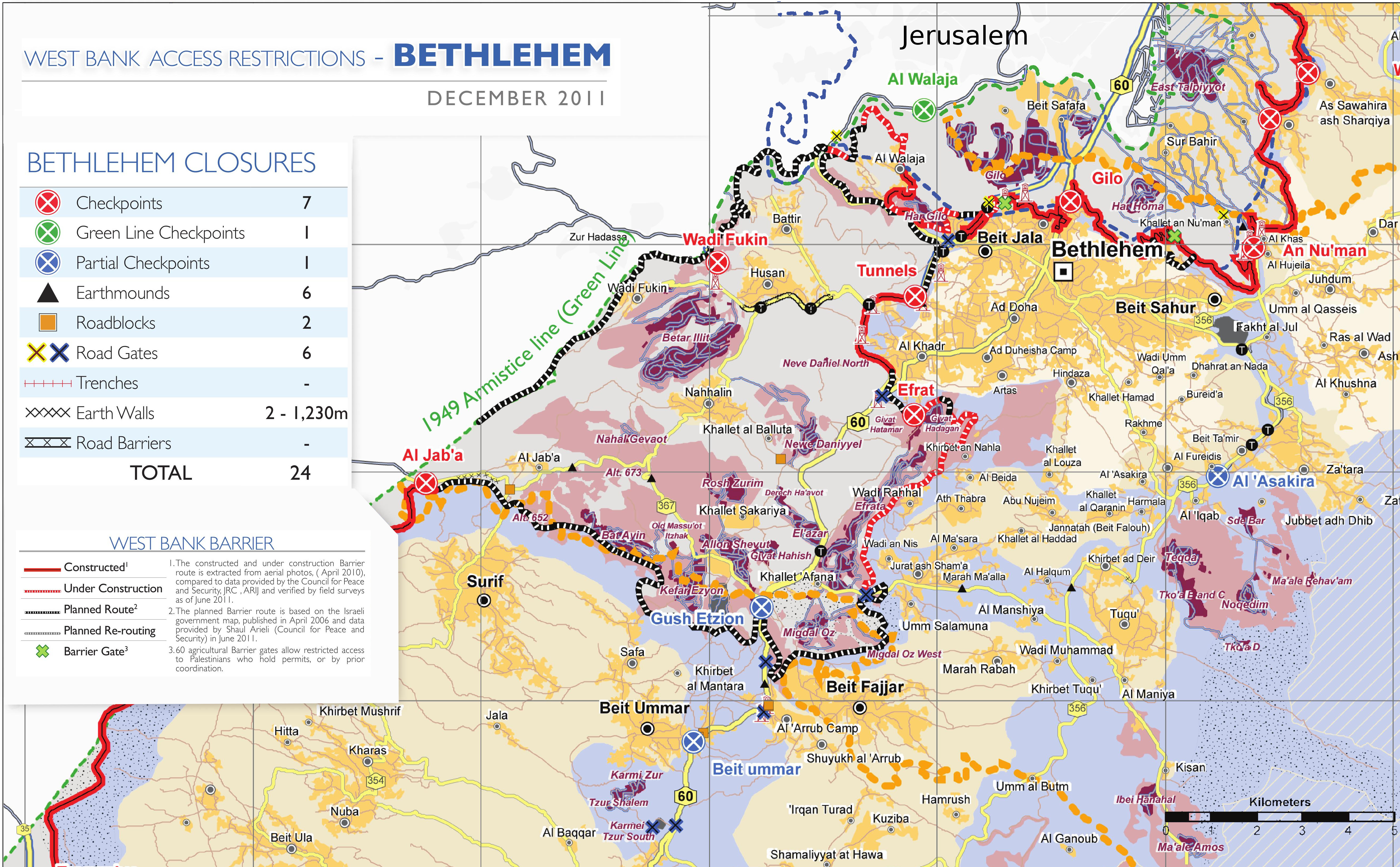
De westoeverbarrière bij Bethlehem, 2011

Nahalin of Nahhalin (Arabisch: نحالين) is een Palestijns dorp op de Westelijke Jordaanoever van Palestina. Het ligt 12 kilometer ten zuidwesten van Bethlehem in het Gouvernement Bethlehem. Nahalin is ongeveer 730 dunams groot. In 2017 had het 8.741 inwoners.
Het dorp is van oudsher bekend om het houden van bijen. De Arabische naam Nahl betekent 'bij'. 
Verder zijn er veel amandel- en olijfboomgaarden, wijngaarden, moestuinen met kruiden en groenten, voornamelijk uien en bonen. 
In Nahalin bevindt zich het educatieve project 'Tent of Nations' op de boerderij van de Palestijnse boerenfamilie Nassar.
Nahalin en omliggende dorpen worden door Israël bedreigd in hun bewegingsvrijheid en bestaan, vanwege de bouw en uitbreiding van Israëlische nederzettingen en kolonistenwegen op hun grondgebied, en de van daaruit voortdurende aanvallen van kolonisten. Het gebied valt onder controle het Israëlische defensieleger (IDF), en kolonisten gaan ongestraft hun gang.

## Israëlische nederzettingen
Sinds de militaire bezetting van de Westelijke Jordaanoever door Israël in 1967 heeft Israël veel Palestijns grondgebied tot Israëlisch 'staatsland' verklaard. Daarop zijn Israëlische nederzettingen gebouwd, die zich systematisch uitbreiden op Palestijns grondgebied. De Palestijnse dorpjes Husan en Battir zijn reeds omsloten met kolonistenwegen en controleposten. Nahalin wordt langzamerhand door een blok van nederzettingen, Gush Etzion, ingesloten. Alle Palestijnse dorpen in dit gebied zijn daardoor afgesloten van Bethlehem, hun economische en sociale centrum, en de bewegingsvrijheid van de inwoners wordt meer en meer beperkt, en kunnen ook hun landbouw en weidegronden nauwelijks meer bereiken.
Vanuit de nederzettingen vallen Israëlische religieus zionistische kolonisten de Palestijnse bewoners en hun land regelmatig aan en vernielen hun bezittingen. In juli 2015, twee maanden voor de olijfoogst, vielen kolonisten uit de er nabij gebouwde illegale nederzetting Bat Ayin de olijfgaard van een Palestijnse boer uit Nahalin binnen en hakten op tientallen olijfbomen en de eenjarige aanplant in. Een week later staken ze deze in brand.